# Moyvillers
Moyvillers – miejscowość i gmina we Francji, w regionie Hauts-de-France, w departamencie Oise.
Według danych na rok 1990 gminę zamieszkiwało 509 osób, a gęstość zaludnienia wynosiła 56 osób/km² (wśród 2293 gmin Pikardii Moyvillers plasuje się na 529. miejscu pod względem liczby ludności, natomiast pod względem powierzchni na miejscu 523.).